# Kim Williams (arquitecta)
Kim Williams (nacida el 3 de mayo de 1956) es una arquitecta, académica independiente especializada en las conexiones entre la arquitectura y las matemáticas y editora de libros estadounidense. Es responsable de la serie de conferencias "Nexus: Architecture and Mathematics", fundadora y coeditora en jefe de "Nexus Network Journal" y autora de varios libros sobre matemáticas y arquitectura.
Posee un título en estudios sobre arquitectura de la Universidad de Texas en Austin y es licenciada en arquitectura por la Universidad de Nueva York.

## Libros
Entre las obras de las que es autora, figuran:
- "Italian Pavements: Patterns in Space" (Pavimentos italianos: patrones en el espacio) (Anchorage Press, 1997)
- "The Villas of Palladio" (Las villas de Palladio) (ilustrado por Giovanni Giaconi, Princeton Architectural Press, 2003)

Es editora, traductora y comentarista de trabajos más antiguos sobre arquitectura y matemáticas, que incluyen:
- "The Mathematical Works of Leon Battista Alberti" (Las obras matemáticas de Leon Battista Alberti) (con  Lionel March y Stephen R. Wassell, Birkhäuser, 2010) [3]
- "Daniele Barbaro's Vitruvius of 1567" (El Vitruvio de 1567 de Daniele Barbaro) (Birkhäuser, 2019) [4]

También es editora o coeditora de varias colecciones de artículos sobre arquitectura y matemáticas, incluidos varios volúmenes de las actas de la conferencia Nexus y:
- "Two Cultures: Essays in Honour of David Speiser" (Dos culturas: ensayos en honor a David Speiser) (Birkhäuser, 2006) [5]
- "Crossroads: History of Science, History of Art: Essays by David Speiser" (Encrucijada: Historia de la ciencia, Historia del arte: Ensayos de David Speiser) (Birkhäuser, 2011)
- "Architecture and Mathematics from Antiquity to the Future, Volume I: Antiquity to the 1500s; Volume II: The 1500s to the future" (Arquitectura y Matemáticas de la Antigüedad al Futuro, Volumen I: Antigüedad al 1500; Volumen II: El siglo XVI hacia el futuro) (con Michael J. Ostwald, Birkhäuser, 2015)[6]
- "Masonry Structures: Between Mechanics and Architecture" (Estructuras de mampostería: entre la mecánica y la arquitectura) (con Danila Aita y Orietta Pedemonte, Birkhäuser, 2015)